# Rocky Balboa
Pour les articles homonymes, voir Rocky Balboa (homonymie).
Robert « Rocky » Balboa, Sr. est un personnage de fiction et personnalité du monde de la boxe créé et interprété par Sylvester Stallone dans les huit premiers  films de la saga Rocky (1976-2018).
La saga compte au total neuf films : Rocky, Rocky 2 : La Revanche, Rocky 3 : L'Œil du tigre, Rocky 4, Rocky 5, Rocky Balboa, puis trois spin-offs : Creed : L'Héritage de Rocky Balboa, Creed 2 et Creed 3 : La Relève de Rocky Balboa. Elle raconte la vie d'un boxeur inconnu devenant célèbre en se battant contre Apollo Creed (Carl Weathers) et se mariant avec Adrian Pennino (Talia Shire).

## Biographie fictive

### Enfance
Rocky Balboa, né le 6 juin 1945, est le fils unique d'une famille catholique italo-américaine. Durant son enfance, il est régulièrement insulté par son père pour sa faible capacité de compréhension. Son père lui dit un jour : « Si tu ne peux pas utiliser ton cerveau, utilise ton corps à la place. » Cela le pousse à se lancer dans la boxe, dans le but de ressembler à son idole Rocky Marciano (d'où son surnom).

### Rocky
À partir de 1975, Balboa vit dans les quartiers pauvres de Kensington au nord de Philadelphie travaillant comme homme de main d'un prêteur sur gage local nommé Tony Gazzo (Joe Spinell). À la même période, il monte sur le ring pour des combats d'un circuit de clubs locaux et comptabilise 64 combats, pour 44 victoires (dont 38 KO) et 20 défaites. L'une de ses fiertés est qu'il n'a jamais encore cassé son nez en match professionnel, ce qui arrivera dès son premier combat contre Apollo Creed, là où il révélera au monde que son surnom « l'Étalon italien » a été créé 8 ans auparavant.
C'est à cette époque qu'il courtise celle qui deviendra sa femme Adrian Pennino, la timide sœur de son meilleur ami, Paulie Pennino.
Balboa sort de l'anonymat lorsque le champion mondial invaincu des poids lourds Apollo Creed décide de donner la chance à un talent local de Philadelphie de lui disputer son titre. Son manager sélectionne Balboa, qu'il considère comme un tocard et dont le surnom, « l'Étalon italien », éveille sa curiosité.
L'entraîneur Mickey Goldmill décide de prendre Rocky sous son aile et l'entraîne dur. Inconnu du grand public, Rocky surprend le monde de la boxe lors de son premier duel contre Creed au Spectrum de Philadelphie. Dès les premières reprises, le ton est donné. Dans le premier round, le champion qui ne prend pas son adversaire au sérieux lui envoie une série de jabs rapides. Il souhaite d'abord plus l'humilier que marquer des points. Imprudent, il recevra de plein fouet le premier coup de Balboa, un uppercut du gauche surpuissant qui l'envoie à terre. Au round suivant, pour se venger, Creed lui casse le nez. Bien que dominé, le boxeur italo-américain contre-attaque avec force dans les dernières secondes du round.
Néanmoins, le champion se reprend et grâce à ses atouts domine tout le combat. Mais Rocky tient bon et ne rompt pas. Dans l'avant-dernier round, Creed qui commence à donner des signes de fatigue réussit à envoyer son adversaire au tapis, qui se relève contre toute attente. Le dernier round surprend à nouveau les spectateurs. Rocky refait surface et malmène le champion qui n'a jamais été aussi près de la défaite.
Contre toute attente, Rocky tient la distance face à Creed. Même si le champion conserve son titre pour avoir dominé la majorité des rounds, Rocky est considéré comme le vainqueur moral. Il est le premier à l'avoir envoyé à terre et à avoir tenu la distance contre lui.

### Revanche contre Creed
En 1976, Creed souhaite une revanche, espérant ainsi faire mentir l'opinion publique qui considère Balboa comme le véritable vainqueur de leur premier match et prouver qu'il n'est pas en fin de course. Rocky, encore blessé de son match, repousse la rencontre pour son mariage avec Adrian et la naissance de leur fils, Rocky Jr.. Après l'accouchement compliqué qui la plongera dans le coma, c'est Adrian qui pousse Rocky à accepter la rencontre. La revanche eut lieu à nouveau au Spectrum de Philadelphie et se déroulera quasiment comme le premier combat. Animé d'une rare violence, Creed massacre son adversaire dans les deux premiers rounds et l'envoie au tapis. Rocky résiste mais, incapable d'attaquer efficacement, ne gagne aucun des rounds de la première partie du combat ; surprenant tout le monde, il boxe en droitier pour perturber son adversaire et mieux protéger la partie de son visage qui avait des séquelles de son précédent combat. Apollo évite ses charges ou s'accroche à lui pour l'empêcher de porter ses coups et n'hésite pas à en rajouter dans les provocations.
S'il n'arrive pas à l'atteindre au visage, Rocky lui porte en revanche de puissants coups au corps et commence à l'avoir à l'usure même s'il est lui aussi à bout de souffle. Dans le dernier round, Creed qui mène aux points doit normalement gagner. Les deux boxeurs au bord de l'épuisement n'arrivent plus à éviter les coups de l'un ou l'autre. Sur un crochet de Rocky, les deux hommes sont à terre (Rocky déséquilibré tombe aussi). Rocky parvient à se relever, contrairement au champion. Ainsi vainqueur par KO, Rocky devient le nouveau champion du monde catégorie poids lourds alors qu'il ne fait que 92 kilogrammes. (Heavyweight Champion of the World).

### Grandeur et décadence
Pendant les années qui suivent sa conquête du titre, Balboa le défend avec succès au cours de dix défenses consécutives contre des adversaires différents, dont le champion allemand. Il combat également lors d'un match de gala contre la star mondiale du catch, Thunderlips (interprété par le catcheur professionnel Hulk Hogan).
Pourtant, en 1981, Balboa est mis au défi par un nouveau venu dans les hautes sphères de la boxe, James « Clubber » Lang (interprété par le catcheur et acteur Laurence Tureaud, dit Mister T). Au même moment, Balboa apprend par son entraîneur Mickey Goldmill qu'il n'a affronté que des concurrents « triés sur le volet » qui étaient « des bons boxeurs, mais […] pas des tueurs ». Mickey insiste alors pour arrêter d'être son manager si Rocky décide d'affronter Lang. Mais Balboa le persuade de l'entraîner pour un ultime match. Malheureusement, peu avant la confrontation, Lang bouscule Goldmill dans le couloir qui mène au ring, déclenchant chez le vieil homme une attaque cardiaque. Cet incident perturbe Balboa qui bâcle le combat, finissant au tapis dès le deuxième round.
Déchu de son titre, et Mickey mourant des suites de son attaque, Balboa est au bord du désespoir. Il rencontre alors Apollo Creed qui lui offre de l'entraîner pour une revanche contre Lang, se reconnaissant dans le champion déchu et ne voulant pas qu'il ait la même fin de carrière que lui. Revigoré, ayant retrouvé l'« œil du tigre » mais associant également son style de « cogneur » avec le style plus technique d'Apollo Creed, Rocky Balboa bat Lang par KO au troisième round, récupérant ainsi la ceinture mondiale.

### Confrontation sur le sol russe
En 1985, l'arrivée aux États-Unis du champion de boxe soviétique, Ivan Drago (interprété par l'acteur karatéka Dolph Lundgren) crée l'évènement. Apollo Creed décide alors de le défier pour l'humilier. Il demande à Rocky de l'accompagner pour un dernier match à Las Vegas. Sûr de gagner, Creed domine le début du premier round, mais Drago revient en force avec de terribles coups qui finissent par mettre Creed au tapis, le visage en sang. Le boxeur ne s'en relèvera pas. Rocky, à qui Creed avait fait promettre de ne pas arrêter le combat, se sent coupable de sa mort et décide d'aller affronter le terrible Drago sur son propre terrain, à Moscou. Le boxeur commence son entraînement dans les reliefs enneigés russes, sous les conseils de Duke, l'ancien entraîneur d'Apollo Creed. Lors du match, Rocky doit non seulement affronter le déluge de coups que fait pleuvoir Drago, mais aussi la foule russe particulièrement hostile. Pourtant, Rocky résiste et encaisse les puissants coups jusqu'à impressionner Drago. Face à cette pluie de coups, les spectateurs moscovites changent de camp et encouragent l'Américain. Lors du dernier round, Rocky met Drago KO, épuisé et venge Creed. Rocky gagne et reçoit les acclamations russes, à sa grande surprise.

### Chute
En 1986, un docteur découvre que Rocky souffre d'une lésion au cerveau, due à la répétition des coups lors de son précédent match. Rocky est forcé de se retirer. Son beau-frère Paulie se fait escroquer par un comptable malhonnête, ce qui les ruine. Rocky retourne alors dans le taudis de Philadelphie où il a grandi. Bien qu'à la retraite en tant que boxeur, l'ex-champion du monde commence à entraîner un boxeur prometteur, Tommy Gunn, qui est aussi son sparring-partner. Gunn progresse peu à peu jusqu'à devenir un excellent boxeur. Mais à Noël 1988, il quitte Balboa, lui reprochant de l'empêcher d'atteindre les sommets. C'est ce qu'il fait en gagnant le championnat du monde poids lourds en janvier 1989. Cependant, il n'a pas les faveurs de la presse qui affirme que tant qu'il ne battra pas Rocky, il ne sera jamais considéré comme un vrai champion ou un digne héritier. Cela pousse Gunn à provoquer Rocky dans un duel. L'ancien boxeur commence par décliner l'offre, mais la tension atteint son paroxysme dans un combat de rue improvisé, remporté par Rocky.

### L'ultime combat
En 2006, Rocky Balboa a beaucoup perdu : sa fortune, son fils est distant, mais par-dessus tout, Adrian, sa femme bien-aimée, est morte d'un cancer du sein trois ans auparavant. Il ne lui reste que son meilleur ami Paulie, toujours aussi grognon et alcoolique. Le boxeur, vieux et usé, garde d'émouvants bons souvenirs d'avec sa douce Adrian, qu'il se remémore en se rendant sur les lieux de sa jeunesse. Il est monté le plus haut possible, il a été champion du monde, aimé dans le monde entier, pourtant, il ressent qu'il n'a pas accompli tout ce qu'il désirait dans sa passion, la boxe. Il s'occupe de son petit restaurant italien qu'il a baptisé du nom de sa femme. Toujours aussi gentil, il nourrit gratuitement son ancien adversaire du ring Spider Rico. Il est apprécié de ses employés et de ses clients à qui il aime raconter des anecdotes de ses combats. En se rendant au bar où il traînait durant sa jeunesse, il retrouve Marie, qu'il a connue quand elle était toute petite. Celle-ci vit avec son grand fils Steps qu'elle a eu avec un Jamaïcain. Tous deux sont très vite conquis par la gentillesse de Rocky qui décide de prendre soin d'eux.
Rocky est invité par les managers de Mason Dixon, l'actuel champion du monde des poids lourds, pour participer à un match d'exhibition contre lui après une simulation montrant un Rocky vainqueur d'un hypothétique affrontement. Rocky, peu satisfait de sa fin de carrière abrupte malgré les années, accepte. Il obtient sa licence, et va bientôt s'entraîner et participer à quelques matchs locaux avant son grand combat. Son fils Robert Jr. ne voit pas ce retour sur le ring d'un bon œil, lui qui a toujours eu du mal à sortir de l'ombre de son illustre père. Junior expose son mécontentement à son père qui lui fait comprendre qu'il a tort. Après réconciliation avec son fils, Rocky commence à s'entraîner avec l'aide de son ami Duke, l'entraîneur de son ancien adversaire et ami, le défunt Apollo Creed. En compagnie de son nouveau chien Punchy, il court à travers Philadelphie comme dans sa jeunesse. Accompagné de tous ses amis, Rocky monte sur le ring et affronte Dixon. Le champion actuel est frappé par la puissance de son aîné et tire de ce match une leçon de persévérance. À la fin du match qui va jusqu'au bout des 10 rounds, le premier membre du jury donne Dixon gagnant aux points, le deuxième donne Rocky gagnant aux points et le troisième départage en donnant Dixon gagnant et donc vainqueur du combat. Ils se quittent amicalement, et Rocky est une fois de plus admiré et aimé de tous. De retour à Philadelphie, il se rend au cimetière devant la tombe de sa tendre épouse pour la remercier de l'avoir tant aidé.

### Le retour comme coach

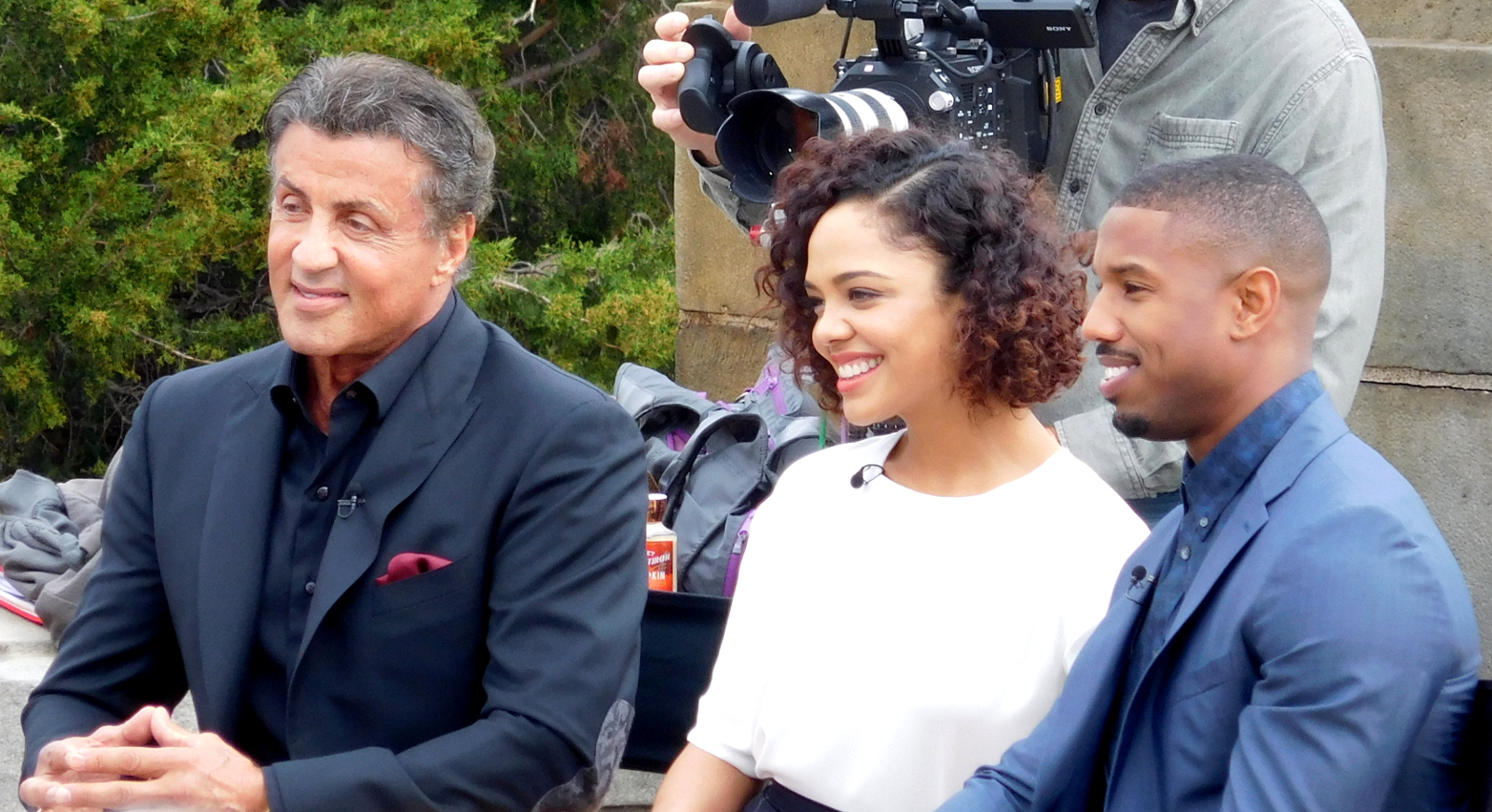
Sylvester Stallone, Tessa Thompson, et Michael B. Jordan

Depuis le dernier combat de Rocky Balboa contre Mason Dixon, Paulie est mort en 2012. En outre, sa statue a été réinstallée au bas des marches du Philadelphia Museum of Art. En 2015, Rocky reçoit la visite d'Adonis Johnson, le fils illégitime d'Apollo Creed, qui a grandi sans lui à la suite de sa défaite contre le russe Drago et à sa mort lors du combat, en 1985. Adonis demande à Rocky de le former, et même si Rocky est réticent à réintégrer la boxe, il finit par accepter.
Adonis emménage chez Rocky, en séjournant dans la chambre de Paulie. Alors qu'Adonis remarque une vieille photo de Rocky et son fils Robert (une image réelle de Sylvester Stallone et de Sage Stallone), Rocky révèle que Robert a déménagé à Vancouver avec sa petite amie à cause des difficultés qu'il a d'être indépendant à Philadelphie et qu'il ne voit plus son père maintenant. Alors qu'Adonis s'entraine pour un match contre le champion du monde poids-légers sous sa direction, Rocky vomit et s'effondre dans le gymnase. Après avoir fait une série de tests demandée par les médecins de la salle d'urgence, Rocky est diagnostiqué avec un cas précoce de lymphome. Au début, Rocky hésite et ne veut pas de chimiothérapie, car il se souvient de la douleur d'Adrian lorsqu'elle a subi un traitement pour un cancer de l'ovaire qui avait fini par la tuer.
Adonis, fortement affecté par le diagnostic de son entraîneur, fait un pacte avec Rocky pour qu'ils combattent leurs batailles ensemble. Adonis se prépare pour son combat avec "Pretty" Ricky Conlan et Rocky subit la chimiothérapie et la radiothérapie. Adonis agit comme un soignant pour Rocky.
Adonis Creed s'est fait un nom sous le mentorat de Rocky Balboa ; le jeune boxeur devient champion du monde dans la catégorie « poids lourds ». Alors que la vie est agréable avec cette victoire et son mariage avec Bianca, l'ambiance s'assombrit à Philadelphie quand Ivan Drago, le boxeur russe qui a tué, sur le ring, le père d'Adonis, Apollo, arrive avec son fils, Viktor, pour défier Adonis. Adonis peine à se remettre à la boxe, laissant son esprit en divagation et son titre en péril. Sa famille et Rocky doivent donc trouver un moyen de relancer l'esprit de combat d'Adonis pour affronter l'avenir quoi qu'il advienne.

## Description

### Physique
Rocky Balboa est un puncheur au physique impressionnant. Lors de ses entraînements, il pratique la musculation d'où son corps semblable à celui d'un culturiste. Il est aussi connu pour sa solide mâchoire.

### Personnalité
Robert « Rocky » Balboa, Sr. est un boxeur. Extrêmement tenace et dur au mal, il est célèbre pour combattre avec son cœur, dixit son entraîneur Mickey. 

### Combats
| Résultats en carrière |    |
| Combats               | 81 |
| Victoires             | 57 |
| Victoires par KO      | 51 |
| Défaites              | 23 |
| Matchs nuls           | 1  |

La liste ci-dessous ne contient que les combats aperçus dans la saga des films Rocky : (à noter que Balboa affiche 23 défaites au début du 6e film (combat fictif ESPN), sa 23e défaite ne peut donc pas être contre Mason Dixon)
| Date       | Record  | Adversaire       | Résultat | Type               | Round | Lieu                       | Commentaire                                                 |
| ---------- | ------- | ---------------- | -------- | ------------------ | ----- | -------------------------- | ----------------------------------------------------------- |
| 26/02/2006 | 57-23-1 | Mason Dixon      | Défaite  | Décision des juges | 10    | Las Vegas, Nevada          | Match de gala pour le come-back de Rocky après 20 ans       |
| 25/12/1985 | 57-22-1 | Ivan Drago       | Victoire | KO                 | 15    | Moscou, Russie             | Rencontre non reconnue par le Comité américain pour la boxe |
| 1982       | -       | Apollo Creed     | Défaite  | KO                 | 1     | Philadelphie, Pennsylvanie | Combat à huis clos                                          |
| 12/01/1982 | 56-22-1 | Clubber Lang     | Victoire | KO                 | 3     | New York City, New York    | Reconquête du titre mondial                                 |
| 15/08/1981 | 55-22-1 | Clubber Lang     | Défaite  | KO                 | 2     | New York City, New York    | Perte du titre                                              |
| 10/05/1981 | 55-21-1 | Thunderlips      | Nul      | -                  | -     | -                          | Match de charité                                            |
| 29/01/1981 | 54-21-0 | Philip Hammerman | Victoire | KO                 | 3     | Paris, France              | Défense du titre mondial                                    |
| 07/09/1980 | 53-21-0 | Matt Delarue     | Victoire | KO                 | 5     | -                          | Défense du titre mondial                                    |
| 17/03/1980 | 52-21-0 | Joe Green        | Victoire | KO                 | 2     | -                          | Défense du titre mondial                                    |
| 24/08/1979 | 51-21-0 | Filip Folsom     | Victoire | KO                 | 2     | -                          | Défense du titre mondial                                    |
| 09/02/1979 | 50-21-0 | Dave Fossan      | Victoire | KO                 | 2     | -                          | Défense du titre mondial                                    |
| 03/10/1978 | 49-21-0 | Bobby Jalali     | Victoire | KO                 | 3     | -                          | Défense du titre mondial                                    |
| 16/02/1978 | 48-21-0 | Vito Soto        | Victoire | KO                 | 10    | -                          | Défense du titre mondial                                    |
| 13/11/1977 | 47-21-0 | Big Yank Ball    | Victoire | KO                 | 6     | New York City, New York    | Défense du titre mondial                                    |
| 01/08/1977 | 46-21-0 | Joe Czak         | Victoire | KO                 | 2     | Las Vegas, Nevada          | Défense du titre mondial                                    |
| 06/04/1977 | 45-21-0 | Trevor Faus      | Victoire | KO                 | 1     | -                          | Défense du titre mondial                                    |
| 25/11/1976 | 44-21-0 | Apollo Creed     | Victoire | KO                 | 15    | Philadelphie, Pennsylvanie | Conquête du titre mondial                                   |
| 01/01/1976 | 43-21-0 | Apollo Creed     | Défaite  | Décision des juges | 15    | Philadelphie, Pennsylvanie | Pour la conquête du titre mondial                           |
| 25/11/1975 | 43-20-0 | Spider Rico      | Victoire | KO                 | 2     | Philadelphie, Pennsylvanie |                                                             |

### Style de boxe
Bien qu'il soit droitier, Rocky combat comme une fausse patte, c'est-à-dire à la façon d'un gaucher. Il possède un registre de boxe hybride, dans le style physique d'un cogneur et d'un fonceur. À l'exception de sa revanche contre Clubber Lang où il a un style technique, il avance rapidement sur son adversaire, va au charbon pour l'user par des attaques constantes de près. Rocky est bien connu pour épuiser ses adversaires tout au long du combat avec des attaques au corps que sa petite taille lui permet d'envoyer avec une efficacité redoutable, Ivan Drago en fera les frais malgré sa condition physique hors normes et sa musculature qui fait presque office de protection.
La mâchoire solide de Balboa lui permet d'encaisser des coups puissants lors de ses combats. Sa volonté de fer le pousse à ne jamais baisser les bras pour atteindre la victoire. C'est cette caractéristique qui lui vaut le soutien de fans du monde entier, envoyant le message que rien n'est jamais perdu pour quelqu'un s'il croit en la victoire.

## Création du personnage

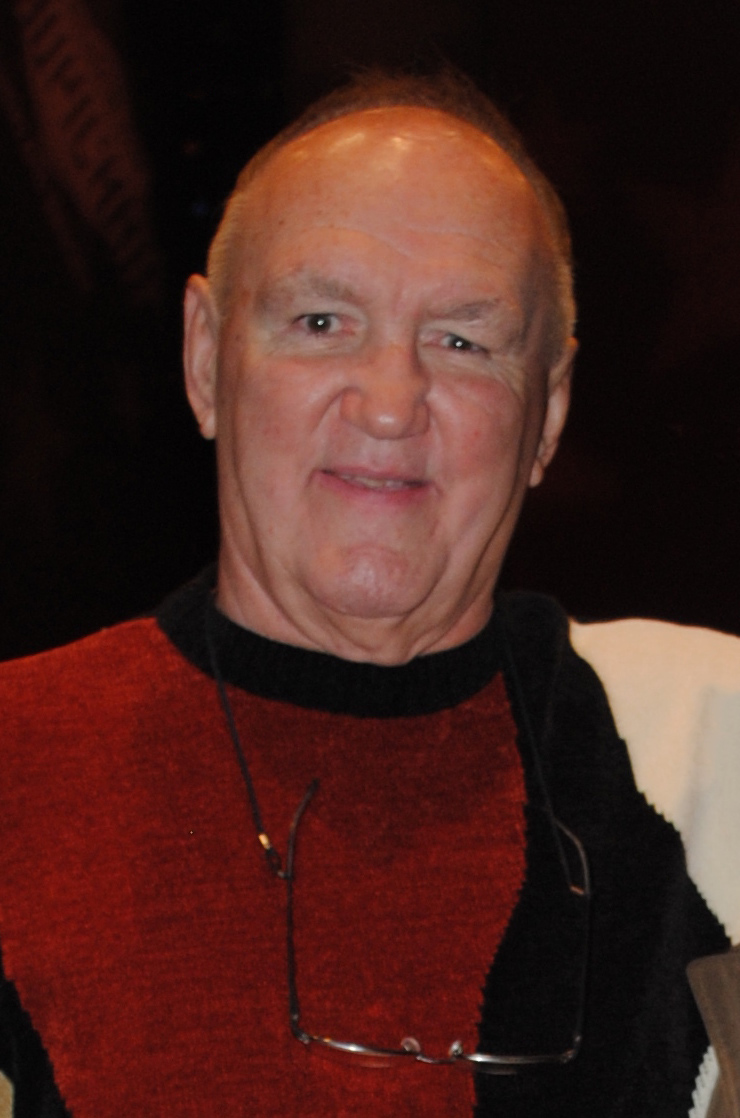
Chuck Wepner en 2015

Rocky Balboa est directement inspiré de Chuck Wepner. Le 15 mars 1975, Sylvester Stallone, alors totalement inconnu, se rend au combat entre Mohamed Ali et ce boxeur de seconde zone. Ali vient auparavant de regagner le titre de champion du monde des poids lourds contre George Foreman lors du « Combat dans la Jungle » à Kinshasa. Il remet sa couronne en jeu.

« Tôt dans ma carrière d'acteur, j'ai réalisé que le meilleur moyen de m'imposer était de créer mon propre rôle dans mon propre scénario. Pour mon 29e anniversaire, j'avais 106 dollars en banque. Mon meilleur cadeau d'anniversaire fut une soudaine révélation que je devais écrire le genre de scénario que j'avais personnellement envie de voir. Je savourais la lecture d'histoires d'héroïsme, de passion, de dignité et de courage, des drames racontant les histoires de personnages qui s'élèvent au-dessus de leur rang, saisissant la vie à la gorge et ne lâchant pas prise tant qu'ils n'ont pas réussi. Mais j'avais tellement d'idées en ma tête, je n'arrivais pas à me concentrer. Pour me donner du courage, j'ai pris ce qu'il me restait d'argent et suis allé assister au combat Ali-Wepner qui passait sur un circuit fermé télévisé. Chuck Wepner, un boxeur honnête et courageux qui n'avait jusque-là jamais vraiment fait parler de lui, avait la chance de sa vie. Ce combat n'était pas tellement pris au sérieux. Mais plus le combat avançait, plus le miracle devenait possible. Il s'accrochait. Le public devenait absolument fou. Wepner fut mis KO au quinzième et dernier round, ayant presque tenu la distance. Nous avions été témoins du triomphe de la volonté et nous adorions ça. »

— Sylvester Stallone
Cet évènement est un déclic pour Stallone. L'histoire de ce concurrent inconnu aux résultats modestes qui dispute le combat de sa vie l'intéresse. Contre toute attente, Wepner tient presque les quinze rounds (l'arbitre l'arrête après un voyage au tapis dans cette ultime reprise). Au neuvième round, il parvient même à mettre Mohamed Ali au tapis, déclenchant le décompte de l'arbitre(ce knock-down fut d'ailleurs controversé, car Wepner a marché sur le pied d'Ali puis l'a frappé, provoquant sa perte d'équilibre). Cet homme, qui remporte cette victoire symbolique sur lui-même, dessine les contours du personnage de Rocky. Carrière anonyme, chance mondiale, engouement du public, tous les ingrédients sont réunis pour pousser Stallone à écrire son scénario.

« Cette nuit-là, Rocky Balboa était né. Les gens le regardaient comme le symbole de la tragédie bien américaine, un homme pas particulièrement intelligent et d'une faible classe sociale. Mais il possède une profonde émotion, une bonne âme et un sens patriotique. Et il a bon caractère, même si la vie n'a pas été particulièrement tendre avec lui. Je l'ai toujours considéré comme un gladiateur du XXe siècle dans une paire de baskets. Comme beaucoup d'entre nous, il n'est pas en phase avec son époque. À tout ça, j'ai injecté une part de ma propre expérience, de ma frustration de n'avoir rien atteint. »

— Sylvester Stallone
La création du personnage est évoquée dans le film biographique consacré à Chuck Wepner, Outsider (2017).

### Impact du personnage
Rocky Balboa, surnommé l'étalon italien, représente le rêve américain. Personnage naïf dans les premiers volets de la saga, il évolue au fur et à mesure des épisodes pour incarner ensuite la puissance américaine, sûre de sa force et de sa bonne foi.
Le personnage fait appel au chauvinisme américain. Ses deux premières confrontations le voient affronter et vaincre deux boxeurs noirs. Rocky, l'italo-américain moyen des quartiers populaires, s'impose en champion blanc dans un sport alors dominé par les boxeurs noirs. Le personnage de Clubber Lang se rapproche d'ailleurs du jeune Cassius Clay par son arrogance.
Par la suite, en pleine période reaganienne, il devient le champion politique du monde libre. Ainsi, sur l'air de Living in America chanté par James Brown, son combat contre Ivan Drago est la marque de l'Amérique triomphante face au communisme. Dans Rocky IV, il redevient un boxeur sain et humble. Face à lui, le boxeur russe est un champion immoral, une machine dopée et élaborée par une armée de scientifiques.

### Interprétation du personnage

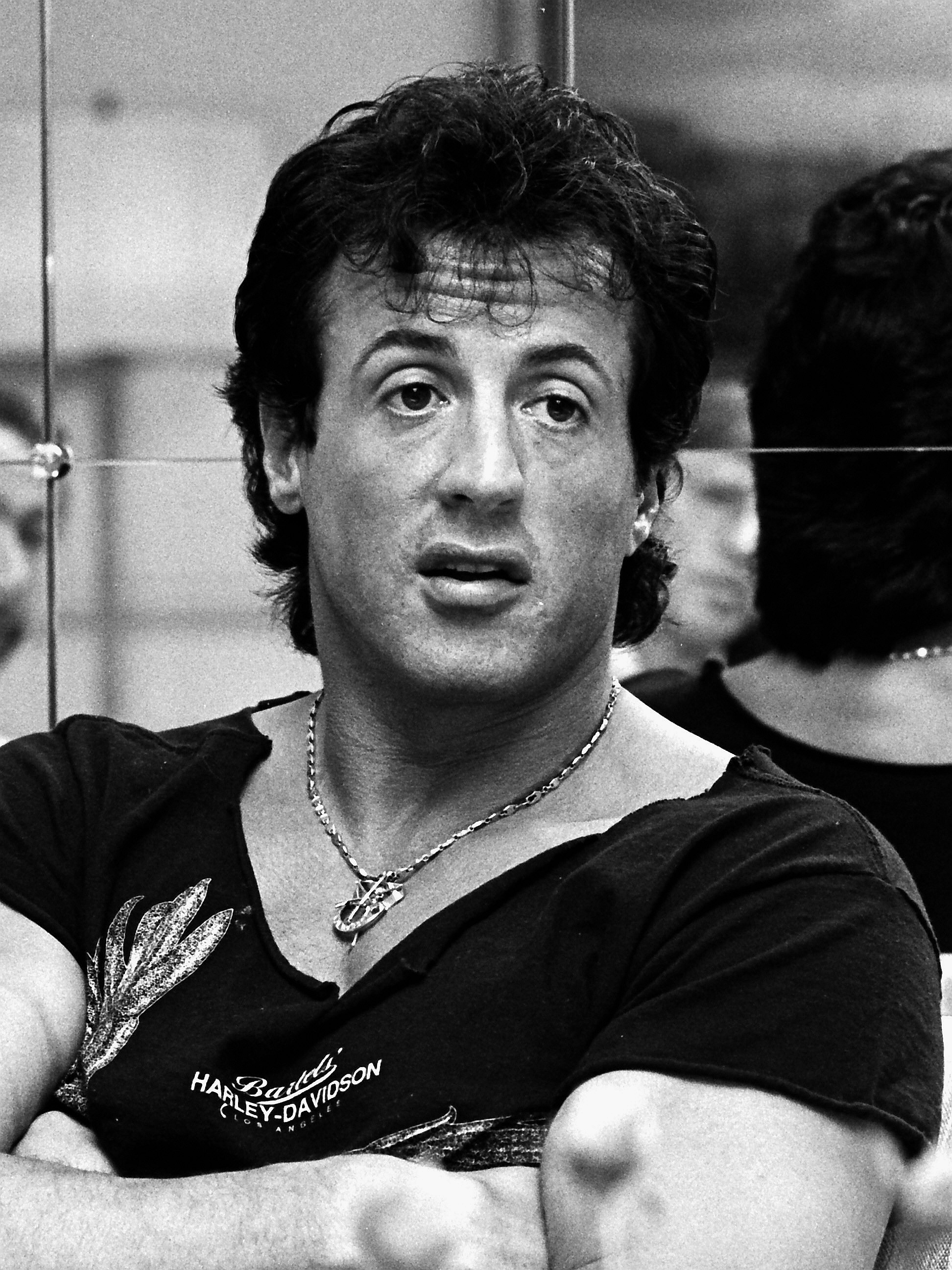
Sylvester Stallone, l'interprète et créateur de Rocky Balboa

Il est peu courant qu'un acteur et son rôle connaissent une telle fusion. Les histoires de Rocky Balboa et Sylvester Stallone sont étroitement liées. Certains journalistes considèrent même qu'à travers ce personnage, l'interprète raconte sa propre aventure.

« Au fil des années, j’ai compris que ce personnage me collerait éternellement à la peau, quoi que je fasse. J’ai donc appris à l’accepter, à en devenir fier. Rocky représente la meilleure partie de ma carrière. Soyons lucides : le jour de ma mort, les journaux titreront : « Rocky s’en est allé. Rocky est KO. » Nous sommes indissociables. »

— Sylvester Stallone
L'acteur a traversé les mêmes expériences que son héros : début laborieux dans l'anonymat, consécration rapide, mégalomanie puis ringardisation. Presque chacun des films semble d'ailleurs raconter une étape de la vie de la star du film d'action des années 1980. C'est cette caractéristique qui entretient le mélange des deux.

« Je suis tellement flatté maintenant qu’on me compare à Rocky. Quand j’étais jeune, je voulais me différencier, je voulais être un artiste. Mais maintenant, je réalise que c’est la plus belle chose qui me soit arrivée. »

— Sylvester Stallone

## Œuvres où le personnage apparaît

### Cinéma
- Rocky (John G. Avildsen, 1976) avec Sylvester Stallone (VF : Alain Dorval)
- Rocky 2 : La Revanche (Sylvester Stallone, 1979) avec Sylvester Stallone (VF : Alain Dorval)
- Rocky 3 : L'Œil du tigre (Sylvester Stallone, 1982) avec Sylvester Stallone (VF : Alain Dorval)
- Rocky 4 (Sylvester Stallone, 1985) avec Sylvester Stallone (VF : Alain Dorval)
- Rocky 5 (John G. Avildsen, 1990) avec Sylvester Stallone (VF : Alain Dorval)
- Rocky Balboa (Sylvester Stallone, 2006) avec Sylvester Stallone (VF : Alain Dorval)
- Creed : L'Héritage de Rocky Balboa (Creed) (Ryan Coogler, 2015) avec Sylvester Stallone
- Creed 2 (Steven Caple Jr., 2018) avec Sylvester Stallone

### Jeux vidéo
- Rocky Super Action Boxing (1983)
- Rocky (1987)
- Rocky (2002)
- Rocky Legends (2004)
- Rocky Balboa (2007)